# Насалик, Игорь Степанович
Игорь Степанович Насалик (укр. Ігор Степанович Насалик; род. 25 ноября 1962, Александрия, Кировоградская область) — украинский политик. Народный депутат Украины VIII созыва. Министр энергетики и угольной промышленности Украины с 14 апреля 2016 года по 29 августа 2019 года.

## Биография
В 1989 году окончил физический факультет Львовского государственного университета имени И. Франко.
После прохождения службы в армии, с 1987 по 1988 год работал водителем Рогатинского АТП 12640.
С 1990 по 1992 гг. — ведущий специалист Центра микроэлектроники, г. Ульяновск.
С 1992 по 1993 гг. — советник директора по экономическим вопросам МП «Корона», г. Львов.
С 1993 по 1995 гг. — советник по экономическим вопросам МП «Сапфир», г. Рогатин Ивано-Франковской области.
С 1995 по 1997 гг. — президент промышленно-производственной корпорации «Техноинвестцентр».
С 1997 по 1998 гг. — президент промышленно-производственной корпорации «Техно-Центр».
В 1998 г. избран народным депутатом Украины ІІІ созыва по мажоритарному округу. Вначале входил во фракцию НДП, затем становится членом группы «Возрождение регионов», с 1999 по 2001 гг. — член фракции Украинской народной партии (УНП).
В 2002 г. проходит в Верховную Раду ІV созыва от Блока Виктора Ющенко «Наша Украина» по округу № 86 (Ивано-Франковская область).
На местных выборах 2006 г. избран главой города Калуш, переизбран на этот пост в 2010 г.
С 2014 по 2016 гг. — народный депутат Украины VIII созыва. В Верховную Раду прошёл от Блока Петра Порошенко «Солидарность» по округу № 85 (Ивано-Франковская область). Заместитель председателя Комитета Верховной Рады по вопросам топливно-энергетического комплекса, ядерной политики и ядерной безопасности. Беспартийный.
На местных выборах осенью 2015 г. баллотировался на пост городского главы Ивано-Франковска от БПП «Солидарность».
На местных выборах летом 2019 г. баллотировался на пост народного депутата в г. Калуше без партии.
Женат, имеет двоих сыновей.